# マイティ・ソー バトルロイヤル
『マイティ・ソー バトルロイヤル』（原題: Thor: Ragnarok）は、マーベル・コミックのスーパーヒーロー「ソー」をベースとした、2017年のアメリカ合衆国のスーパーヒーロー映画。監督はタイカ・ワイティティ、脚本はエリック・ピアソンが務め、クリス・ヘムズワース、トム・ヒドルストン、ケイト・ブランシェット、イドリス・エルバ、ジェフ・ゴールドブラムらが出演する。『マイティ・ソー/ ダークワールド』（2013年）に続くシリーズ3作目であり、「マーベル・シネマティック・ユニバース」（MCU）の17作目。

## ストーリー
ウルトロンとの戦いから2年。ソーはアベンジャーズを離れ「インフィニティ・ストーン」を探して宇宙を旅していたが、手がかりは見つからなかった。その途中、ソーはアスガルドの滅亡「ラグナロク」を招くとされる炎の巨人スルトに囚われるも、からくも倒してアスガルドへと帰還する。帰還後、故郷の様子がおかしいことに気づいたソーは、マレキスとの戦いで死んだと思っていたロキがオーディンに化けていたことを暴く。
オーディンの不在を問いつめ、地球の老人ホームに預けられていたことがわかるが、すでに老人ホームは取り壊されオーディンの行方はわからなくなっていた。2人が途方に暮れていたところ、突然ロキが足元にできた謎の穴によって姿を消してしまう。ソーはそばに落ちていた名刺を拾い書かれている住所へと向かう。住所の場所は、魔術師ドクター・ストレンジの住む館“サンクタム・サンクトラム”だった。ストレンジがオーディンを保護していたことを知ったソーは、ロキと共にオーディンがいるノルウェーへと移動する。
2人はオーディンと再会。ソーは帰還を促すが、オーディンは自身の寿命を理由に拒否する。オーディンは、アスガルドの危機と邪悪なため異次元に幽閉していた姉ヘラの存在を告げ、自分の死による彼女の復活を警告し2人に託した後消滅する。復活したヘラはソーとロキの前に現れ、ソーのハンマー・ムジョルニアを粉々に破壊し、2人を一蹴。危険を感じたロキは虹の橋ビフレストを開きソー共々アスガルドへ逃れようとするが、追って来たヘラに攻撃され2人ともビフレストの移動空間外へと吹き飛ばされてしまう。
アスガルドへ到着したヘラは、ウォリアーズ・スリーを始めとする戦士たちを始末し、ヘラに寝返ったスカージを手下にするが、王宮に入り都合よく改竄された歴史に愕然とする。ヘラは、侵略と略奪を繰り返し作られた国の真実をスカージに語り、「永久なる炎」の力で怪物フェンリス・ウルフや死んだ兵士を蘇らせ、9つの全世界を支配すべく行動を開始する。しかし、世界を移動するためのビフレストの鍵となる剣は、ヘイムダルによってすでに持ち出されていた。
一方、ビフレストの外へ投げ出され辺境の惑星サカールへ流れついたソーは、そこで“スクラッパー142”と名乗る女賞金稼ぎによって捕らえられ、統治者グランドマスターにグラディエーターとして売られてしまう。ロキは、先にサカールへと流れつきグランドマスターにうまいこと取り入っていた。グランドマスターとの謁見で、「バトルロイヤルでチャンピオンに勝利すれば望みを叶える」と聞いたソーは、アスガルドへ帰還するべく挑戦者として参加する。戦いの直前、ソーはスクラッパー142が実はアスガルドの伝説の精鋭部隊ヴァルキリーの一員だと気づき手助けを求めるが無視される。そんな中開催されたバトルロイヤルのチャンピオンとしてソーの前に現れたのは、ソコヴィアでの戦い以来行方不明になっていたアベンジャーズのメンバーであるハルクだった。ソーはピンチに陥るが雷神の力を一時的に覚醒させハルクを圧倒。しかし勝利の寸前、グランドマスターによって首に付けられた拘束用のディスクによる電気ショックの一撃で麻痺、ハルクの反撃で敗北する。
その後、ハルクの部屋に連れてこられたソーは、ハルクの乗ってきたクインジェットでサカールを脱出しようと持ちかけるが拒否される。ソーはヘイムダルに呼びかけて自身の意識をアスガルドへと飛ばす。彼は生き残りの兵士たちと共に民を保護し、秘密の場所へと匿っていた。ヘイムダルは、守備隊が全滅すればビフレストで民と共にアスガルドを脱出する旨をソーに語り、サカールを囲む扉（ワームホール）を抜けて戻るように助言した。
アスガルドの現状を知ったソーは、ヴァルキリーに、オーディンの死とヘラがアスガルドを侵略していることを告げ協力を再度求めるが、彼女はヘラへのトラウマや王家への不信感・恨みから手助けを再度拒否。彼女の過酷な過去を聞き、協力が得られないと実感したソーは、彼女の隙を突いて首の拘束用のディスクを解除しハルクの部屋を脱走。クインジェットを起動したソーをハルクが妨害するが、モニターに映ったナターシャ・ロマノフの映像を見てハルクはブルース・バナーに戻り鎮静する。
2年の空白で状況がうまく把握できず混乱するブルースを連れて逃げるソーの前に、追っ手としてヴァルキリーが現れる。しかし彼女は、ヘラへの復讐を遂げたいとソーに協力を申し出る。彼女が和解の印として捕縛してきたロキも、協力する代わりに自分も脱出させるよう申し出る。その後、ロキの裏切りを出し抜いたソーらは宇宙船コモドールでサカールを脱出する。
その頃アスガルドでは、民をビフレストで避難させようとするヘイムダルらの元にヘラの軍勢が迫っていた。間一髪帰還したソーらはヘラの軍勢と対峙。乱戦の中、大型宇宙船ステイツマンに乗ったロキがサカールの囚人たちを引き連れて現れ、逃げ惑う民を船へと誘導する。
ソーはヘラの攻撃で右目を失うが、死の淵でオーディンの幻影と対面、雷神の力を覚醒させ自在に操れるようになる。アスガルドとは場所ではなく民であることを改めて理解したソーは、アスガルドにいる限り力を増し続けるヘラに対抗するため、スルトを復活させてラグナロクを引き起こす。本来の力を取り戻したスルトは、自身へと攻撃してくるヘラもろともアスガルドを滅ぼす。ソーたちは宇宙へ逃れ、地球を目指そうとするが、彼らの眼前にサノスの宇宙船「サンクチュアリII」が目の前に現れる。

## 登場人物・キャスト
ソー
演 - クリス・ヘムズワース、日本語吹替 - 三宅健太
北欧神話の雷神“トール”のモデルであり、神々の国アスガルドの王オーディンの息子にして最強の雷神。“アベンジャーズ”の主力メンバーでもある。
本作ではこれまでに比べて機転を利かせる姿や、意気消沈して弱気になるなどのかつて地球に追放された頃を彷彿させる様子、また、サカールでグランドマスターやヴァルキリーに翻弄されるなど、災難やコミカルな場面が多い。オーディンの死により封印から解放されたヘラを倒すために、地球やサカール、そしてアスガルドを転戦する。
ロキ
演 - トム・ヒドルストン、日本語吹替 - 平川大輔
北欧神話の悪戯の神“ロキ”のモデルである、ソーの義弟。口達者ぶりは健在なものの、本作ではコミックリリーフの役割も担っており、ソーに勝るとも劣らないほど滑稽な様子や、ちゃっかりした態度を見せ続けた。
自身の死を擬装後にオーディンに擬態してアスガルドの王位についていたが、それをソーに見抜かれて、本物のオーディン探しのために地球へ連れられたことから本作の一件にかかわる。
ヘラ
演 - ケイト・ブランシェット、日本語吹替 - 天海祐希
北欧神話の死者の国を支配する女神“ヘル”のモデルである、オーディンの最初の子どもで、ソーの姉にあたる死の女神。かつてオーディンと共にアスガルドを強大な帝国に造り上げるも、改心したオーディンによって追放・封印されていた。
しかし現代においてオーディンが亡くなったことによって封印が解けて復活し、アスガルドに帰還。アスガルドの民たちを恐怖で震え上がらせ、九つの世界と全宇宙へ暴虐の限りを尽くして支配しようと目論む。
ヘイムダル
演 - イドリス・エルバ、日本語吹替 - 斉藤次郎
北欧神話の光の神“ヘイムダル”のモデルである、アスガルドと地球などの9つの世界をつなぐ虹の橋“ビフレスト”の天文台からすべてを監視する番人にして、ソーの親友でもある戦士。本作ではロキとスカージによって門番の任を追われ、姿を隠していたが、ヘラの帰還後はビフレストの鍵となる剣ホーフンドを奪還し、生き残りの兵士たちと共にアスガルドの民を1人でも多く逃がすべく密かに保護して戦い続ける。
グランドマスター
演 - ジェフ・ゴールドブラム、日本語吹替 - 大塚芳忠
宇宙の辺境にある惑星“サカール”を統治する独裁者。外宇宙とは時の流れが異なるサカールを築き上げた頃から一切歳をとっていないが、実年齢は数百万歳ぐらいになる。ソーをグラディエーターに仕立て、バトルロイヤルに挑戦させる。
『ダーク・ワールド』で“エーテル”を手に入れ、『ガーディアンズ・オブ・ギャラクシー』でガモーラから“オーブ”を買い取り損ねたタニリーア・ティヴァン / コレクターの兄であり、カリフォルニアのディズニーパークにあるガーディアンズ・オブ・ギャラクシーのアトラクション内には仲がよさそうに話す2人が描かれた絵が飾ってある。
ヴァルキリー（ブリュンヒルデ）
演 - テッサ・トンプソン、日本語吹替 - 沢城みゆき
サカールで賞金稼ぎ“スクラッパー142”として生計を立てる女戦士。かつては、アスガルドの女戦士“ヴァルキリー”の一人だったが、太古の時代にヘラとの戦いで同胞たちを全滅させられ、ただ一人生き延びる。その後はサカールに逃げ延び、アルコール中毒になるほど酒好きの賞金稼ぎと成り果てていた。だが新たに出会ったソーからオーディンの死とヘラの復活を知らされ、2度断ったものの再びヘラと戦う決意を固めて、アスガルドへの道中に同行する。
劇中では明かされないが、本名は“ブリュンヒルデ”で、北欧神話の楯の乙女“ブリュンヒルド”のモデルである。
スカージ
演 - カール・アーバン、日本語吹替 - 楠大典
ヘイムダルに代わってビフレストの天文台の番人を務めているアスガルドの戦士。番人としての責任感はかなり低く、ヘラがアスガルドに帰還した際、命を奪われることを恐れて、彼女にひれ伏し、ヘラの側近的存在となってしまう。
スティーヴン・ストレンジ / ドクター・ストレンジ
演 - ベネディクト・カンバーバッチ、日本語吹替 - 三上哲
交通事故により“神の手”と呼ばれた医療技術を失って、魔術の道に転身した元天才外科医の魔術師。現在はニューヨークの魔術師の館“サンクタム・サンクトラム”の主として、この世の脅威となるあらゆる存在について調べ、サンクタムを守護している。本作では魔術師になったばかりの頃よりさらに魔術が向上し、ロキをたやすく捕獲し、ソーも翻弄するほどの魔術の冴えを見せる。
以前地球に危機をもたらしたロキを連れてきたソーの目的を聞き出すべく、ロキを異空間へ閉じ込めた上でソーをサンクタム・サンクトラムへ招く。
コーグ
演 - タイカ・ワイティティ、日本語吹替 - 金谷ヒデユキ
サカールで奴隷とされている者たちの中心格的存在のクロナン人。グランドマスターに一度革命を企てるも失敗し、反逆罪で投獄されて、バトルロイヤルの前座役を務めている。獄中でソーと出会った縁で、彼と親交を育む。
原作ではソーが初めて戦ったヴィラン（土星を拠点にしていた異星人）の生き残りで、「プラネット・ハルク」でハルクの仲間・ウォーバウンドのメンバーとして登場。
トパーズ
演 - レイチェル・ハウス、日本語吹替 - 磯辺万沙子
グランドマスターの腹心。サカーディアン・ガードを率いる役割も担っている。
スルト
声 - クランシー・ブラウン、日本語吹替 - 佐々木省三
北欧神話の巨人“スルト”のモデルである、炎の悪魔の国“ムスペルヘイム”の王。50万年前にオーディンに敗れ、自身に力を与える“永久なる炎”を奪われて弱体化し、母国の地下深くでアスガルドへの復讐のために、ラグナロクを起こそうと誓いながら来たるべき時を待っていた。
ウォリアーズ・スリー
アスガルドの冒険家にして、勇敢な男性戦士3人組。
ホーガン
演 - 浅野忠信、日本語吹替 - 浅野忠信
“強面のホーガン”と呼ばれる、“ヴァナヘイム”出身の戦士。
ヴォルスタッグ
演 - レイ・スティーヴンソン、日本語吹替 - 咲野俊介
“大いなるヴォルスタッグ”と呼ばれる戦士。
ファンドラル
演 - ザッカリー・リーヴァイ、日本語吹替 - 遠藤大智
“鮮烈なるファンドラル”と呼ばれる戦士。
ソーを演じる役者
演 - ルーク・ヘムズワース、日本語吹替 - 宮本淳
オーディンに化けたロキがアスガルドの都で披露させていた茶番劇にソー役で出演していた男性。
オーディンを演じる役者
演 - サム・ニール、日本語吹替 - 宮崎敦吉
ロキが披露させていた茶番劇にオーディン役で出演していた男性。
ブルース・バナー / ハルク
演 - マーク・ラファロ、日本語吹替 - 宮内敦士
大量のガンマ線を浴びたことにより、心拍数が上昇すると緑色の大男“ハルク”に変身してしまう体質となった天才生物学者。ソーと同じくアベンジャーズの初期・主力メンバー。ウルトロンとの戦いの後に行方不明になっていたが、ハルクの姿のままクインジェットでワームホールに入ってサカールに辿り着き、グランドマスターの下でバトルロイヤルのチャンピオンとして君臨していた。
ハルクとしては、2年におけるサカールでの生活で知能が上がっており、人間らしさを醸し出すようになったが、一方主人格のブルースとしては、自分の知らないうちに異星人の星に身を置かれたことなどから精神的に不安定になっている。
ハルクとして登場した当初は、バトルロイヤルの挑戦者としてしか扱わないほどソーのことを忘れていたようで、拳を交えた後は彼には非協力的ながらも、ソーを友達として認めるようになる。そんなソーを引き留めようとしたところでブルースへ戻り、ソーに支えられながらアスガルドを巡る戦いに巻き込まれることになる。
オーディン
演 - アンソニー・ホプキンス、日本語吹替 - 浦山迅
北欧神話の最高神“オーディン”のモデルである、アスガルドの偉大なる王にして、ソーの父、ロキの養父。全知全能の神でもあり、この世のすべてを見通す力を持つ。本作では、ロキにより記憶を封じられて地球へ追放され、ニューヨークの老人ホームに入れられていたことと、寿命を迎える直前となっていたことに加え、ソーやロキが生まれる前にヘラと共に宇宙の侵略を進めていた過去をなかったことにし、封印したヘラの存在を息子たちに秘密にした現在に至っていた事実が明かされる。
ノルウェーの海岸でソーとロキに再会すると、2人で協力してヘラに挑むようにと言葉をかけ、光の粒子となって消滅し、帰らぬ人となるも、死後もソーを導く。
ノンクレジット・カメオ出演
ロキを演じる役者
演 - マット・デイモン、日本語吹替 - 中村章吾
ロキが披露させていた茶番劇にロキ役で出演していた男性。
ナターシャ・ロマノフ / ブラック・ウィドウ
演 - スカーレット・ヨハンソン、日本語吹替 - 米倉涼子
アベンジャーズの主力メンバーである女スパイ。クインジェットに記録されていたソコヴィアでの戦いの時の通信映像にて登場し、ハルクがブルースに戻るきっかけになる。
理髪師
演 - スタン・リー、日本語吹替 - 高桑満
サカールの理髪師である怪しげな老人。バトルロイヤルに出場する直前のソーの髪の毛を切ってしまう。

## 設定・用語

### 武器・アイテム
ムジョルニア
北欧神話の鎚“ミョルニル”のモデルである鉄槌。ソーが地球に再訪した際には黒い傘に擬態した。これまで長くソーに愛用され、物語序盤のスルトとの戦いでもその力を発揮したが、復活したヘラに投げつけたときにたやすく受け止められ、そのまま粉砕されてしまう。
グングニル
北欧神話の槍“グングニル”のモデルである、“王の杖”・“万能の槍”と言われる、アスガルドの王が持つ黄金色の長杖。本作では遂にソーがクライマックスでこれを握り、ヘラに白兵戦を挑む。
ホーフンド
北欧神話の聖剣“ホーフンド”のモデルであり、ビフレストを起動するための鍵として使われる長剣。
ヘラの武器
黒曜石製の長剣“ネクロソード”と短剣“ネクロブレイド”、諸刃の斧の“ブラッドアックス”を愛用する。

ドラゴンファング
ブリュンヒルデ/ヴァルキリーの専用武器である強力な名剣。
メルト・ステッキ
グランドマスターが反逆者の始末に使用する杖。先端のオレンジ色の球体を押し当てられた者は、悪臭を放ちながら跡形もなく溶解してしまう。
デス&トロイ
スカージが収集した武器の一種である、 2丁のM16アサルトライフル。
レリック
地球の魔術師が使用する、強力な魔力が込められた道具の総称。本作ではストレンジが所持・使用する“浮遊マント”・“スリング・リング”・“アガモットの目”のほか、サンクタム・サンクトラムの陳列室に“サイトラックのクリムゾン・バンド”も飾ってあることが確認できる。

トワイライト・ソード
スルトが用いる巨大な長剣。
スルトの冠
スルトが力の源として額に被っている仮面状の王冠。ソーはこれを「“ゲジゲジ眉毛”」と揶揄した。
ハルクの武装
サカールでグラディエーターとなったハルクは、バトルロイヤルでサカール製の“ハンマーと大斧”や“甲冑”を装備・駆使する。

王宮の武器庫のアイテム
エターナル・フレイム（永久の炎）
太古の時代にオーディンがスルトから奪い取ったと言われる、神秘的で決して消すことのできない炎を常に灯す火桶。その炎を亡骸に与えることで、死者を復活させることができ、掌大の小さなものでも多数の者を同時に復活させることができる。
テッセラクト
“インフィニティ・ストーン”の1つである“スペース・ストーン”を内包した青白い立方体。ヘラからは「まあまあね」と評された。物語のラストでロキがこれを発見する。
インフィニティ・ガントレット（レプリカ）
インフィニティ・ストーンの力を最大限に発揮できるグローブ。後にサノスが身につける物と同じ外見をしているが、ヘラには即座にレプリカと見抜かれた。

### テクノロジー・ビークル
服従ディスク
サカールで奴隷として扱われる者の身体に埋め込まれる小型ディスク。これを埋め込まれた者は、連動するリモコン操作で激しい苦痛に襲われ、全身が痙攣・麻痺する。
スキフ
アスガルド軍が国の防衛のために使用する、空飛ぶ小舟。
ウォーソング
ヴァルキリーがサカールで用いる宇宙船。ヴァルキリーの初登場から、捕らえたソーの連行、バトルロイヤルの観戦まで、ヴァルキリーによって運用される。
クインジェット
アベンジャーズが保有する特殊航空機。本作に登場する機体は、かつて地球のソコヴィアでの戦いの際に、ハルクを乗せたまま飛行した末にワームホールに入り、サカールへと辿り着いたもの。以降サカールのスクラップ置き場に長く駐機されていた。
コモドール
グランドマスターが所有する、乱行パーティー用の小型レジャー宇宙船。
ソーとヴァルキリー、ブルースがサカールを脱出するためにグランドマスターの宮殿の格納庫から奪取する。
ライオット・コントロール・シップ
グランドマスターが所有し、サカーディアン・ガードが運用する暴徒鎮圧船。
ステイツマン
グランドマスターが所有していた巨大宇宙船。ロキと、コーグをはじめとするサカールで奴隷にされていた者たちに奪取され、彼らの脱出船として用いられた。そしてアスガルドに到着すると、窮地に陥っていたアスガルド人たちの避難船となる。
サンクチュアリII
本作のエンドクレジットに登場した、サノスの超巨大宇宙船。地球を目指すステイツマンの前に現れる。

### 主な登場種族・生物・団体

#### 種族
アスガルド人
アスガルドの住民である人類。
死の兵士 / デッド・ガーズ / ブッチャーズ
太古の時代にヘラに仕え、王宮の武器庫の最下層部に安置されていたアスガルド軍兵士のミイラに永久なる炎を与えて復活させたゾンビ兵群。
地球人
地球の住民である人類。
炎の悪魔
“ムスペル”のモデルである、“ムスペルヘイム”に住むヒューマノイド型種族。
クロナン人
惑星“リア”の民である、岩石の巨体が特徴のヒューマノイド型種族。
サカール人
サカールに住む、ヒューマノイド型種族
スクラッパーズ
サカールのゴミ漁りである、ゴミ置場の住人。

#### 生物
ドラゴン
ムスペルヘイムの地底に棲む、鎖でつながれた巨大な竜。
フェンリス
北欧神話の狼の姿をした巨大な怪物フェンリルのモデルであり、ヘラの忠実なペットでもある黒い体毛に覆われた巨大な狼。機銃掃射にも耐え素早く動ける肉体と、主人同様に極めて凶暴な性質を併せ持つ。
アラゴーン
ヴァルキリーが愛馬としていた天馬。太古の時代のヘラが反乱した際に、ヴァルキリーたちと共にほぼ全滅状態に陥ってしまった。ロキがヴァルキリーから読み取った記憶が描写されるシーンにのみ登場する。

### 世界・伝承

#### 九つの世界
アスガルド
九つの世界の頂点と言われる“神の国”。物語前半まではオーディンに擬態したロキが統治しており、本作では、太古の時代に全宇宙征服の野望を抱いたオーディンとヘラによって、宇宙各地から簒奪した資源や数々の宝物などで築かれたことが明らかになった。ヘラの襲来により大混乱に陥ってしまう。
ヴァーラススキャルヴ
アスガルド王家の宮殿。ヘラに占拠される。
武器庫
さまざまな武器やアイテムを保管・展示する貯蔵庫。ヘラに仕えた兵隊のミイラとフェンリスの亡骸が安置されていたことが明かされる。
ビフレスト
九つの世界の移動手段となる虹の架け橋。
避難所
岩山の奥深くにある洞窟を利用した避難所。ヘイムダルは、多数の民をここに匿う。
エインヘリャル
アスガルド軍の勇敢なる戦士団。
ヴァルキリー
太古のアスガルドを守護し、王に忠誠を誓う最強の選ばれし女戦士の一族及び一団の総称。太古にヘラと戦い、ブリュンヒルデを残して全滅した。
ムスペルヘイム
炎の悪魔群やドラゴンが住む世界。物語の冒頭でソーが、ここを訪ねている。
ミッドガルド
地球そのものである世界。
アメリカ合衆国・ニューヨーク
シェイディ・エイカーズ・ケアホーム（Shady Acres Care Home）
ニューヨークの一角に存在していた老人ホーム。ダーク・エルフとの戦いの直後にロキがここへオーディンを追放したが、ソーがロキを伴って訪ねた際には解体工事が行われていた。
サンクタム・サンクトラム
地球をあらゆる別次元からの侵略から守るために構えられた聖域“サンクタム”を守護する砦として建てられた施設。ストレンジによってソーが招かれる。
ノルウェー・トンスベルグ
北欧神話発祥の地。オーディンはストレンジによって、この国の海岸である崖の上の草原に腰掛けていた。ストレンジの助力でここにやって来たソーとロキは、すぐさまオーディンと再会するも、その直後に彼の最期を看取ることになり、これによってヘラの封印が解けてしまう。
ニヴルヘイム
死者が住むという世界。
ヘル
ニヴルヘイムの一部である領域。太古の時代にヘラがこの地に追放され、彼女とヴァルキリーの戦地となったほか、オーディンによって再度投獄・封印された地となった。

#### その他の惑星・異世界
サカール
宇宙の辺境に位置し、上空に開く大量のワームホールからひっきりなしに異星のガラクタが落ちてくるという混沌とした惑星。
ヴァルハラ
アスガルドの民の間で、「“名誉ある戦死を遂げた勇士の魂”が送られる場所」として言い伝えられている世界。

#### 伝承
ラグナロク
アスガルドがスルトの炎により焼き尽くされ滅ぶという、予言めいた言い伝え。北欧神話においては、神が悪魔と戦い相打ちになって世界が滅び、新たな世代の神の時代が始まるという“終末の日”・または“神々の黄昏”と呼ばれている。

## 日本での公開
「新たなヒーローたちの伝説がはじまるー」「死の女神の復讐がはじまる」のキャッチコピーで11月3日にMCU（マーベル・シネマティック・ユニバース）シリーズ初となる日米同時公開となった。10月19日には最速上映が行われ、同月26日の吹き替え版完成披露試写会では、ヘラの吹き替えを担当した天海祐希、サプライズゲストでホーガンを演じる浅野忠信が登壇した。映画興行収入ランキングでは1位になり、MCUシリーズとしては五本目、『マイティ・ソー』シリーズとしては初の1位獲得となった。アメコミ映画が年内で二回1位を獲得し（一回目は『ドクター・ストレンジ』）、年数を空けることなく首位を取れたのはランキング史上初の快挙である（この記録は数週間後に公開された『ジャスティス・リーグ』にて更新されることになった）。

## 他のMCU作品とのタイ・イン
- 中盤でソー、バナー、ヴァルキリーがサカールを脱出する計画を立てている最中、会話のなかでヴァルキリーの口から『ガーディアンズ・オブ・ギャラクシー』に登場した惑星「ザンダー星」が名前のみだが登場する。
- 主要キャストのクレジットシーン後に、ソーたちの前に登場する巨大な宇宙船は、『アベンジャーズ』でロキを地球へと送り込み、四次元キューブを手に入れようとした凶暴なタイタン人のサノスの宇宙船である。これにより、物語が『アベンジャーズ/インフィニティ・ウォー』へと続く事を暗示している。